# Senda Berenson Abbott
Senda Berenson Abbott, nata Senda Valvrojenskij (Vilnius, 19 marzo 1868 – Santa Barbara, 16 febbraio 1954), è stata un'allenatrice di pallacanestro statunitense di origine russa.
Nel 1985 è stata inclusa nel Naismith Memorial Basketball Hall of Fame tra coloro che hanno contribuito in maniera significativa alla diffusione della pallacanestro. Il suo nome figura anche nel Women's Basketball Hall of Fame (dal 1999) e nel 1987 è stata inclusa anche nel International Jewish Sports Hall of Fame. 
È considerata la madre della pallacanestro femminile in quanto ha scritto il primo manuale di questo sport per donne. Inoltre, ha organizzato la prima gara tra ragazze. Il suo fratello era lo storico dell'arte Bernard Berenson.

## Carriera
Senda Valvrojenskij era la seconda figlia di Albert Valvrojenskij e Judith Mickleshanski, una coppia di ebrei lituani di Butrimonys, una località che all'epoca faceva parte del Governatorato di Vil'na nell'Impero russo e che è situata nell'attuale Lituania. Il padre aveva avuto una formazione tradizionale ebraica e aveva considerato di diventare rabbino, in seguito si avvicinò al movimento Haskalah. Nel 1874 decise di trasferirsi negli Stati Uniti, probabilmente anche per sfuggire al clima antisemita, aveva perso la casa e la segheria di famiglia a causa di un incendio. 
Nel 1874 il padre emigrò a Boston, divenne un venditore ambulante e cambiò il cognome in Berenson, il resto della famiglia, composta dalla madre, dal fratello maggiore Bernard, da Senda e Abraham, il fratello minore, lo raggiunse nel 1875. A Boston nacquero in seguito Elizabeth (1878) e Rachel (1880). 
Senda era una bambina dalla salute cagionevole che le impedì la regolare frequentazione scolastica, studiò a casa con il padre e frequentò la Boston Latin Academy senza completare gli studi, frequentò per un breve periodo anche il conservatorio che però non riuscì a concludere sempre per motivi di salute.
Nel 1888 una filantropa di Boston, Mary Tileston Hemenway, finanziò la fondazione della Boston Normal School of Gymnastics. Senda decise di frequentarla per il tempo necessario per riacquistare le forze per completare gli studi al conservatorio. Tra i requisti di accesso c'era il diploma del quale Senda, non avendo completato gli studi, non era in possesso. Amy Homans, direttrice e fondatrice della scuola, si prese però a cuore la giovane e le concesse l'accesso ai corsi, la sua idea era anche di usare Senda come testimonial dell'efficacia della scuola. I percorsi offerti erano due, uno annuale e uno biennale. Senda optò per quello annuale, dopo un'iniziale frequenza priva di entusiasmo Senda decise di proseguire gli studi frequentando anche il secondo anno. 
Nel corso del secondo anno Senda venne inviata per una supplenza allo Smith College un prestigioso college femminile di stampo religioso che aveva appena costruito delle strutture sportive del tutto innovative per un'istituzione femminile dell'epoca.
Nell'autunno del 1892 Senda convince la direzione del college a rendere obbligatorie le ore di educazione fisica, venuta a conoscenza tramite una rivista del settore dell'invenzione da parte di James Naismith di un nuovo gioco da svolgere al chiuso si reca a Springfield per vedere di persona questo nuovo gioco e decide immediatamente di introdurlo nel programma dello Smith College.
Tra il 1901 e il 1907 scrisse la Basketball Guide for Women, una rivisitazione delle regole della pallacanestro compilate da James Naismith e adattate alle donne. La differenza principale consisteva nella posizione delle giocatrici, che venivano ripartite in tre zone del campo dalle quali non potevano spostarsi.
Tra il 1905 e il 1917 fu presidente del Comitato della Pallacanestro per le Donne (Basketball Committee for Women).